# STS-61-B
STS-61-B var den tjugotredje flygningen i det amerikanska rymdfärjeprogrammet och den andra i ordningen för rymdfärjan Atlantis. Den sköts upp från Pad 39A vid Kennedy Space Center i Florida den 26 november 1985. Efter nästan sju dagar i omloppsbana runt jorden återinträdde rymdfärjan i jordens atmosfär och landade vid Edwards Air Force Base i Kalifornien. 

## Start och landning
Total rymdfärdstid: 06:15:04:00
Starten skedde klockan 19:29 (EST) 26 november 1985 från Pad 39A vid Kennedy Space Center i Florida.
Landningen skedde klockan 13:33 (PST) 3 december 1985 vid Edwards Air Force Base i Kalifornien.

## Uppdragets mål
Huvuduppgiften för detta uppdrag var att placera tre kommunikationssatelliter i omloppsbana; Australienska AUSSAT-2 och Mexikanska MORELOS-B som båda var fortsättningar på tidigare uppdrag, samt SATCOM Ku-2.